# Milan Mikuláš
Milan Mikuláš (Checoslovaquia, 1 de abril de 1963) es un atleta checoslovaco retirado especializado en la prueba de triple salto, en la que consiguió ser medallista de bronce europeo en pista cubierta en 1989.

## Carrera deportiva
En el Campeonato Europeo de Atletismo en Pista Cubierta de 1989 ganó la medalla de bronce en el triple salto, con un salto de 16.84 metros, tras el soviético Nikolay Musiyenko  (oro con 17.29 metros) y el alemán Volker Mai.